# Jacques Moreau (Admiral)
Jacques Hector Charles François Moreau (* 26. August 1884 in Fleurey-sur-Ouche, Département Côte-d’Or; † 5. Mai 1962 in Loches, Département Indre-et-Loire) war ein Vizeadmiral der französischen Marine.

## Leben

### Ausbildung zum Marineoffizier und Erster Weltkrieg
Moreau, Sohn von Konteradmiral Paul Moreau und dessen Ehefrau Marie-Thérèse Meyer, begann nach dem Schulbesuch 1900 eine Ausbildung zum Marineoffizier an der Marineschule (École Navale) sowie auf dem Schulschiff Duguay-Trouin. Er wurde am 5. Oktober 1903 zum Militärhafen Toulon sowie am 1. Januar 1904 an Bord des zur Marineabteilung Fernost (Division navale d’Extrême-Orient) Panzerkreuzers Montcalm versetzt, wo am 5. Oktober 1905 seine Beförderung zum Leutnant zur See (Enseigne de vaisseau de deuxième classe) erfolgte. Im Anschluss fand er zwischen dem 1. Januar 1906 und dem 1. Januar 1908 erneut Verwendung im Militärhafen Toulon sowie danach auf dem zur Lotsenschule (École des Pilotes) gehörenden Aviso Chamois, ehe er am 1. Januar 1909 wieder zum Marinehafen Toulon versetzt wurde. Nach seiner Beförderung zum Kapitänleutnant (Lieutenant de Vaisseau) am 16. Oktober 1910 wurde er am 1. Januar 1911 Offizier auf dem U-Boot Archimède im U-Boot-Stützpunkt Cherbourg. Am 20. Dezember 1911 wechselte er als Chef des Funkverkehrpostens nach Port-Vendres und wurde dort auch mit dem Ritterkreuz der Ehrenlegion geehrt.
Nach Beginn des Ersten Weltkrieges wurde Moreau 1915 während der Schlacht von Gallipoli Leiter der Blockade der Dardanellen im Hafen von Moudros. Nach verschiedenen Verwendungen an Bord der beiden zur Courbet-Klasse gehörenden Schlachtschiffe Courbet und France sowie dem zur Bretagne-Klasse gehörenden Schlachtschiff Provence wurde er Offizier im Stab der 1. Flotte (1ère Armée navale). Danach übernahm er am 1. Januar 1917 eine Verwendung als Offizier in der 1. Abteilung des Admiralstabes der Marine sowie am 1. Januar 1918 in der für Rückwärtige Dienste zuständigen 3. Abteilung des Admiralstabes der Marine, ehe er im April 1918 als Kommandant des zur Brumaire-Klasse gehörenden U-Bootes Faraday in der Adria sein erstes Schiffskommando übernahm.

### Nachkriegszeit, Aufstieg zum Vizeadmiral und Zweiter Weltkrieg
Danach wurde Moreau im Januar 1919 Kommandant des in Bizerta stationierten U-Bootes Volta, das ebenfalls zur Brumaire-Klasse gehörte. Danach absolvierte er zwischen 1920 und Januar 1921 einen Offizierslehrgang an der Marinehochschule (École Supérieure de la Marine) und erhielt dort am 1. August 1920 die Beförderung zum Korvettenkapitän (Capitaine de Corvette). Daraufhin wurde er am 1. Januar 1921 auf den Panzerkreuzer Edgar Quinet versetzt, wo er Adjutant des Kommandeurs der 1. Leichten Abteilung des Mittelmeergeschwaders, Konteradmiral Charles-Henri Dumesnil, wurde. Anschließend wurde er zum Panzerkreuzer Waldeck-Rousseau versetzt, wo er sich Verdienste bei der Rettung der französischen Staatsangehörigen nach dem Brand von Izmir am 13. und 14. September 1922 erwarb. Er wurde am 25. August 1923 zum Fregattenkapitän (Capitaine de Frégate) befördert und mit dem Offizierskreuz der Ehrenlegion ausgezeichnet. Nach einer Verwendung als Vize-Chef des Stabes des Mittelmeergeschwaders auf deren Flaggschiff Provence wurde er im August 1925 Kommandant des U-Bootes Jean-Autric sowie zugleich des 3. U-Boot-Geschwaders im Marinehafen Toulon. Im Anschluss fungierte er zwischen Februar 1927 und 1929 als Kommandant der Torpedoboot- und Fernmeldeoffiziersschule (École des Officiers torpilleurs et des transmissions) sowie von 1929 bis März 1930 als Offiziershörer am Zentrum für höhere Marinestudien (Centre des Hautes Études Navales), wo er am 3. Dezember 1929 seine Beförderung zum Kapitän zur See (Capitaine de Vaisseau) erhielt. Danach wurde er im März 1930 Kommandeur des 1. Torpedobootgeschwaders (1ère Escadrille de torpilleurs) im Marinehafen Toulon, zudem die Torpedoboote Amiral Sénès, Basque und Mars gehörten, sowie daraufhin 1932 Kommandeur der ebenfalls in Toulon stationierten U-Boot-Flottille (Flottille des sous-marins).
Am 15. Januar 1936 wurde Moreau Chef des Stabes beim Generalinspekteur der Seestreitkräfte im Mittelmeer und einen Monat später am 15. Februar 1936 auch zum Konteradmiral (Contre-amiral) befördert. Im Juli 1937 übernahm er den Posten als Kommandant des Verteidigungssektors sowie in Personalunion als Chef des Generalstabes des Marinestützpunktes Cherbourg. Danach fungierte er zwischen August 1938 und Juni 1939 als Kommandeur der für den Atlantik zuständigen 2. U-Boot-Flottille (2ème Flottille des sous-marins). Anschließend war er zwischen Juni und Dezember 1939 Kommandant des 5. Geschwaders (5ème Escadre) mit dem Schlachtschiff Paris beziehungsweise dem Leichten Kreuzer Duguay-Trouin. Im Dezember 1939 übernahm er den Posten als Kommandeur der Atlantik-Patrouillenfahrten im Marinestützpunkt Brest.
Am 19. Juli 1940 wurde Moreau Marinekommandant sowie in Personalunion Delegierter der Admiralität in Marseille und erhielt als solcher am 29. Juli 1940 seine Beförderung zum Vizeadmiral (Vice-amiral). Im August 1942 übernahm er die Posten als Marinekommandant sowie Marinepräfekt der 4. Region in Algier und wurde in diesen Funktionen am 17. Oktober 1942 zum Vice-amiral d’escadre ernannt. In dieser Funktion war er an der Planung und Durchführung der Operation Torch beteiligt, der alliierten Invasion Französisch-Nordafrikas während des Zweiten Weltkrieges. Im August 1943 schied er schließlich aus dem aktiven Militärdienst aus. 1955 wurde er Präsident der Vereinigung der ehemaligen Schüler der Marineschule (Association des anciens élèves de l’École navale).
Moreau war zwei Mal verheiratet, und zwar vom 16. Oktober 1911 bis zu deren Tode 1932 mit Henriette Thénard, deren Vater Arnould Thénard zwischen 1892 und seinem Tod 1905 den Kanton Sennecey-le-Grand im Generalrat des Département Saône-et-Loire vertrat. Aus dieser Ehe gingen sechs Kinder hervor, darunter Michel Moreau, der als Hauptmann der Infanterie während des Indochinakrieges am 7. September 1947 in Tân Hiệp fiel. In zweiter Ehe heiratete er Simone Terré. Moreau kam am 5. Mai 1962 bei einem Verkehrsunfall ums Leben und wurde in Toulon beigesetzt.

## Veröffentlichung
- Les derniers jours de Darlan, Éditions Pygmalion, posthum 1985